# كيكوال صغير الزهر
كيكوال صغير الزهر  (الاسم العلمي:Quisqualis parviflora) هي نوع نباتي يتبع جنس الكيكوال من الفصيلة القمبريطية. 